# Рейд на Макин
Рейд на Макин или Рейд на атолл Макин (англ. Raid on Makin Island) — военный рейд, который проводил 2-й рейдерский батальон морской пехоты США 17 августа 1942 года на атолле Макин с целью разведки и уничтожения японского гарнизона.

## Предыстория
10 декабря 1941 года, через три дня после того, как было совершено нападение на Пёрл-Харбор, 300 японских солдат, а также рабочие из состава так называемого Специального Отряда Вторжения на Острова Гилберта прибыли на Макин и оккупировали атолл, не встретив никакого сопротивления. Атолл Макин, лежащий к востоку от Маршалловых островов, можно было превратить в отличную базу для гидропланов. Таким образом, воздушные патрули японцев получали возможность приблизиться к островам Хауленд, Бейкер, Эллис и Феникс, находящимся под контролем союзников, а также защитить восточный фланг своей зоны действий.

## Рейд на Макин и его последствия

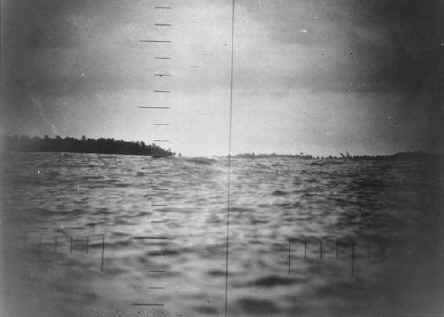
Макин видом из перископа «Наутилуса»

17 августа 1942 года субмарины USS Nautilus (SS-168) и USS Argonaut (SM-1) высадили на Макин 211 морских пехотинцев из 2-го рейдерского батальона морской пехоты США. Солдатами командовали полковник Эванс Карлсон и капитан Джеймс Рузвельт, сын Президента США. Японский гарнизон на Макине насчитывал тогда от 83 до 160 человек, командовал ими прапорщик. Рейдеры убили по меньшей мере 83 человека и уничтожили японские постройки ценой потери 21 солдата и пленения девяти. Японцы переправили пленных на атолл Кваджалейн и позднее обезглавили их. Своим рейдом союзники надеялись, среди прочего, ввести японцев в заблуждение относительно своих намерений в войне на Тихом океане, однако, сами того не желая, американцы привлекли внимание противника к стратегической важности островов Гилберта и заставили японцев переправить туда новые войска и возвести на острове укрепления.

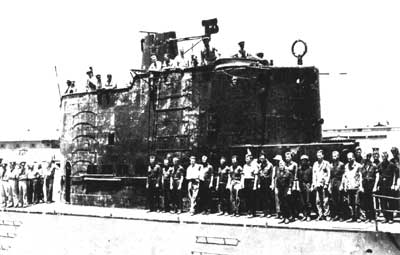
Морские пехотинцы возвращаются на борту подлодки в Пёрл-Харбор, Гавайи, 26 августа 1942

После рейда Карлсона японцы стали тщательно охранять острова Гилберта и всячески укрепили их. В августе 1942 года на Макине была расположена рота из состава 5-го специального отряда (700—800 человек), развернулись параллельные работы по созданию базы для гидропланов и возведению прибрежных оборонительных сооружений. К июлю 1943 года постройка базы была завершена. База была готова принять гидропланы-бомбардировщики Kawanishi H8K, гидроистребители Nakajima A6M2-N и гидропланы-разведчики Aichi E13A. Возведение оборонительных сооружений, хоть и не таких мощных, как на атолле Тарава — главной морской базе японцев на островах Гилберта, также было завершено. На атолл прибыли авианосец «Титосэ» и 653-я авиагруппа.

## В культуре
- В 1943 году в США режиссером Рэем Энрайтом был снят фильм «Гун хо![англ.]», посвящённый рейду.
- В Call of Duty: World at War первая миссия американской кампании посвящена этому рейду.
- В Medal of Honor: Pacific Assault одна из миссий также посвящена Рейду на Макин.